# Жаирзиньо
Жаир Вентура Фильо (на португалски: Jair Ventura Filho), по известен като Жаирзиньо (Jairzinho) е бразилски футболист, световен шампион и голмайстор на отбора на Бразилия през 1970 г. със 7 гола от 7 мача. С това той става единственият футболист, отбелязал гол във всеки един мач от финалите на световно първенство по футбол. Участник е в три световни първенства (1966, 1970 и 1974 г.). 

## Биография

### Футболист
Жаир Вентура Фильо е роден на 25 декември 1944 г. в Рио де Жанейро. Семейството му се премества в покрайнините на стадион „Генерал Севериану“ в район Ботафого на родния му град, територия на клуба „Алвинегро“. Така то става един от основните фактори за пътя му към футбола. Жаир показа много талант от малък и започва да се пробва с футболната топка през 1958 г. като 13-годишно момче на стадион „Генерал Севериану“ в тренировъчния лагер на клуба „Ботафого“. През 1961 г. за първи път става шампион, като играе в юношеския отбор на клуба. Той става трикратен шампион в категорията през 1961, 1962 и 1963 г. Добива голяма известност в младежките отбори на клуба и бързо завладява неговото пространство. 
Жаирзиньо дебютира в професионалния футбол на 18-годишна възраст през 1963 г. в първенството на Бразилия за клуба „Ботафого“ (Рио да Жанейро) и заема титулярна позиция като ляво крило. Неговият любимец Гаринча, когото заменя в клуба и в националния отбор, също играе там. В първите години от своята кариера Жаирзиньо играе по-голямата част от мачовете си отляво или като централен нападател. Когато Гаринча получава контузия обаче, Жаирзиньо поема функциите му на дясно крило, на който пост се представя най-добре. 
С привилегията да играе заедно със звезди като Гаринча, Нилтон Сантош, Куарентиня, Амарилдо, Диди и Жерсон младият футболист има перфектната среда да блесне и да се научи как да стане един от великите нападатели в световния спорт. Жаирзиньо също се изявява в обиколките на Ботафого в Европа и Латинска Америка, които донасят приятелски титли, признание и популярност не само на играча, но и на клуба.  В Ботафого преминават най-добрите му години и 2/3 от кариерата му на футболист. Играе за отбора непрекъснато в продължение на 15 години (1959–1974) и става един от примерите за лоялност към един и същи клуб.
Играчът е включен в състава на бразилския национален отбор, който спечелва Панамериканските игри през 1963 г. в Сао Пауло, което, според самия Жаирзиньо, му помага за издигането му във футбола. Дебютира за националния отбор на 19 години през 1964 г. срещу Португалия, когато отново Гаринча е контузен. Участва за пръв път на световното първенство през 1966 г. в Англия, но за кариоките този път играе Гаринча и Жаирзиньо е поставен на позиция ляво крило.
След като Гаринча се отказва от националния отбор, Жаирзиньо играе като дясно крило на световното през 1970 г. Там той е най-резултатният бразилски футболист и става втори голмайстор на шампионата със 7 гола след германеца Герд Мюлер (10 гола). След отличното си представяне на първенството в Мексико, Жаирзиньо е определян за най-доброто футболно крило на Южна Америка. 
Отбелязва два гола на шампионата през 1974 г., който се оказва негово последно световно първенство. Жаирзиньо, заедно със съгражданите си от щата Пернамбуко, Адемир и Вава, е третият най-резултатен голмайстор за бразилския национален отбор в историята на Световните първенства с 9 отбелязани гола през 1970 г. и 1974 г. – число, което е надминато само от Пеле през 1970 г. и Роналдо през 2002 г. 
След световния шампионат през 1974 г. и 15 години в Ботафого, Жаирзиньо отива да играе в Европа за френския Олимпик Марсилия. Две години след това обаче се връща в Бразилия, където попълва редиците на Крузейро. Сменя няколко клуба, в които престоява по 1–2 години: 1976 – Крузейро; 1977 – Португеза ФК (Акаригуа, Венецуела); 1978–1979 – бразилския Нороесте (Бауру, щат Сао Пауло); 1979 – Национал Фаст Клуб (Манаус, Северна Бразилия); 1980–1981 – Хорхе Вилстерман ФК (Кочабамба, Боливия). През това време продължава да играе за отбора на Бразилия. Завръща се в родния отбор Ботафого през 1981 г., където завършва клубната си кариера. Последния си мач за националния отбор изиграва на 3 март 1982 г. срещу Чехословакия, завършил 1:1. През цялата си кариера отбелязва 34 гола в 82 мача за националния отбор.

### Треньор
След като се отказва от активна състезателна дейност, Жаирзиньо става треньор и от 1989 до 2002 г. ръководи 6 клуба по 1–2 години. От октомври 2003 г. ръководи националния отбор на Габон. Уволнен е от Габонската футболна федерация през септември 2005 г. поради незадоволителни резултати.
Синът му Жаир Вентура е бил треньор на Ботафого. 
Една от най-големите заслуги на Жаирзиньо към родния и световния футбол е откриването на таланта на Роналдо, когато той е на 14 години. Тогава Жаирзиньо е треньор на Сао Кристовао и той препоръчва Роналдо на бившия си отбор Крузейро и на младежкия национален отбор.
- Жаирзиньо през годините
- Жаирзиньо в мача срещу Заир за СП на 22.6.1974 г.
- Жаирзиньо през 2010 г.